# Henri de Genève
Henri de Genève (Henrici de Gebennis), mort en 1296, est un prélat évêque de Valence et de Die, puis archevêque de Bordeaux dans la seconde moitié du XIIIe siècle, issu de la maison de Genève.

## Biographie

### Origines
Henri est le troisième fils du comte Rodolphe de Genève et Marie de Coligny, dame de Varey en Bugey, fille d'Albert III, seigneur de la Tour du Pin, et de Béatrix/Béatrice, dame de Coligny,,. Il a six frères et sœurs.
L'aîné Aymon († 1280), succède à leur père, ainsi le quatrième fils Amédée († 1308). Le second frère Guy († 1294) fait une carrière religieuse, de même que son cadet, Jean († 1297), qui après avoir été prieur de Nantua, puis abbé de Saint-Seine (1280-1283) avant d'être choisi, à sa suite, comme évêque de Valence (1283-1297),,.

### Carrière ecclésiastique
Henri fait des études à Bologne en 1268. Il est chanoine à Langres, vers 1280.
En 1283, il est élu par le Chapitre évêque de Valence et de Die, alors que le pape Martin IV souhaitait se réserver le choix de la désignation. Le chapitre métropolitain de Vienne confirme l'élection. Si dans un premier temps, il confirme l'élection, il le casse en raison du contexte politique,. Le pape nomme à sa place le jeune frère d'Henri, Jean,.
En 1289, il est élu à l'archevêché de Lyon dans une double élection, avec Perceval Fieschi/de Lavania, sous-diacre et chapelain du pape, mais le résultat n'est pas confirmé,,. Henri est « alors archidiacre de Tonnerre, dans l'église de Langres », selon l'abbé Martin (1904). Le frère d'Henri, Guy est, au moment de l'élection, appartient au chapitre cathédral. Sa désignation peut être perçue, selon Galland (1994), comme politique considérant qu'il est un choix s'opposant au parti des Savoie. Le choix se porte finalement sur Bérard de Got, candidat au trône de Bordeaux.
C'est finalement, Henri qui est élu, là aussi dans une autre double élection, sur ce siège de Bordeaux,.
Claude Faure (1909), dans sa liste des recteurs du Comtat Venaissin, donne pour l'année 1287 : « Henri de Genève » / Henri de Giberiis. Les historiens Stelling-Michaud (1960) indiquent que ce personnage aurait été, à cette période, chanoine de Reims, chapelain du pape et recteur et qu'il pourrait être le recteur mentionné.
Henri de Genève meurt le 9 septembre 1296 ou le 8 septembre 1297,.